# 거짓말의 빛깔
거짓말의 빛깔(The Color Of Lies, Au Coeur Du Mensonge)은 프랑스에서 제작된 클로드 샤브롤 감독의 1999년 범죄, 드라마 영화이다. 상드린 보네르 등이 주연으로 출연하였다. 개봉명은 끌로드 샤브롤 회고전 - 거짓말 한가운데이다.

## 출연

### 주연
- 상드린 보네르
- 자크 갬블랭
- 발레리아 브루니 테데스키

### 조연
- 앙트완느 드 코네
- 베르나르 베를리
- 뷜 오지에
- 피에르 마터트
- 노엘 심솔로
- 아드리엔 폴리

## 제작진
- 연출: 끌로드 샤브롤